# GJA5
GJA5‏ (Gap junction protein alpha 5) هوَ بروتين يُشَفر بواسطة جين GJA5 في الإنسان.